# 浦町駅
浦町駅（うらまちえき）は、かつて青森県青森市浦町にあった日本国有鉄道（国鉄）東北本線の駅（廃駅）である。
東北本線の複線電化に伴うルート変更に伴い、1968年（昭和43年）7月21日に廃止となった。

## 歴史
- 1893年（明治26年）7月16日：日本鉄道の駅（旅客駅）として開業。
  - 当時の所在地は、現在の平和公園通りと旧線路通りの交差点やや東側に相当する。青森駅が当時の青森市市街地を越えてやや西に片寄っていたため、市街地東部住民の利便をはかるために設けられたといわれている。
- 1903年（明治36年）：貨物の取扱を開始（一般駅となる）。
- 1906年（明治39年）11月1日：日本鉄道が国有化。官設鉄道の駅となる。
- 1909年（明治42年）10月12日：線路名称制定、東北本線の駅となる。
- 1926年（大正15年）10月25日：青森操車場完成に伴う東北本線のルート変更に伴い南方に移設される（現在の平和公園敷地）。
- 1945年（昭和20年）7月28日：青森大空襲。駅前の鉄道官舎など、当時の駅周辺にあった多くの建物が焼失。駅にも飛び火しかけたが、当時の駅員が類焼を必死に食い止め駅そのものは無事であった。
- 1968年（昭和43年）7月21日：東北本線のルート変更に伴い、隣の浪打駅とともに廃止。

## 駅構造
当時の東北本線は単線であったが、本線とは別に青森操車場との間に小運転線1本を持っていた。資料によっては、青森駅との間は複線と表現されることもある。
駅舎は木造平屋建てであった。大きなガラス窓が多かった。駅舎の入り口右に公衆電話があった。

## 駅周辺（当時）
- 青森県女子師範学校
  - 戦後、弘前大学に統合された。跡地は、青森市立野脇中学校として使われたあと、青森市文化会館の敷地となる。
- 青森県立青森高等女学校
  - 戦後、青森高校に統合。現在は、青森市文化会館の敷地となっている。
- 青森山田高等学校
  - 1947年（昭和22年）から昭和50年代までは付近の松原地区に校舎を構えていた。

## 駅跡地
初代駅舎跡地は路線廃止後「旧線路通り」になっている。2代目駅舎は太平洋戦争時の青森空襲の際に避難場所に使われたため、1977年（昭和52年）に跡地は青森市により平和公園とされた。
当駅のかつての官舎の名残として、現在もこの付近にJR社員や家族が住むJRアパートがある。

## その他
- 1964年（同年10月ダイヤ改正前）の時点で、上野駅発の夜行急行「八甲田」・「北上」、盛岡駅発の準急「しもきた」のいずれも下り列車が当駅に停車していた[1]。

## 隣の駅
日本国有鉄道
東北本線
浪打駅 - 浦町駅 - （青森操車場） - 青森駅